# 미확인동물
미확인동물(未確認動物, 영어: cryptid 크립티드[*])은 미확인동물학자들이 자연계 어딘가에 존재할 것으로 믿는 동물이지만, 현재 그 존재 여부가 과학계에서 논란이 되거나 입증되지 않은 상태이다. 미확인동물학은 유사과학으로, 주로 일화적 이야기와 과학계가 거부한 주장들을 연구 대상으로 삼는다. 생물학자들이 확립된 과학적 방법론에 따라 정기적으로 새로운 종을 발견하는 반면, 미확인동물학자들은 민간전승과 소문에 등장하는 존재들에 주목한다. 미확인동물학자들이 미확인동물로 여기는 존재로는 빅풋, 예티, 추파카브라, 저지 데블, 네스호의 괴물, 모켈레음벰베 등이 있다.
학자들은 미확인동물학 하위문화가 초기부터 주류적 접근방식을 거부했으며, 그 추종자들이 주류 과학에 적대감을 표현하는 경우가 많다고 지적했다. 학자들은 미확인동물학자들과 그들의 영향력(젊은 지구 창조론과의 관련성 포함)을 연구했고, 미확인동물학과 유령 사냥이나 미확인비행체학 같은 다른 의사과학들 사이의 유사점을 밝혀냈으며, 언론이 미확인동물학자들의 주장을 비판 없이 전파하는 현상을 부각했다.